# Lista de rios do Japão
Os rios do Japão são caracterizados por seus comprimentos relativamente curtos e por cursos íngremes, devido a topografia estreita e montanhosa do país. Os rios Mogami, Fuji e Kuma são os três rios mais rápidos do Japão.
Os rios típicos do Japão nascem nas montanhas e descem para os vales onde se estendem e podem ser usados para a agricultura, como o cultivo de arroz, muito comum no Japão. A maioria dos rios no Japão são represados para fornecer água e eletricidade.
O maior rio do Japão é o Shinano, que corre de Nagano para Niigata. O Rio Tone tem a maior bacia hidrográfica e serve água para mais de 30 milhões de habitantes da área metropolitana de Tóquio.

## Lista de rios do Japão
A lista abaixo está em ordem geográfica (do norte ao sul). Veja também Categoria:Rios do Japão para uma lista em ordem alfabética.

### Hokkaidō
Há 316 rios em Hokkaidō.

### Lista de rios de Tohoku por extensão
A tabela a seguir é uma lista dos rios de Hokkaidō por extensão.
| Rio                                                           | Extensão |
| ------------------------------------------------------------- | -------- |
| Ishikari (石狩川 Ishikari-gawa)                               | 268 km   |
| Teshio (天塩川 Teshio-gawa)                                   | 256 km   |
| Tokachi (十勝川 Tokachi-gawa)                                 | 156 km   |
| Kushiro (釧路川 Kushiro-gawa)                                 | 154 km   |
| Yūbari (夕張川 Yūbari-gawa)                                   | 136 km   |
| Mu (鵡川 Mu-kawa)                                             | 135 km   |
| Shiribetsu (尻別川 Shiribetsu-gawa)                           | 126 km   |
| Tokoro (常呂川 Tokoro-gawa)                                   | 120 km   |
| Abashiri (網走川 Abashiri-gawa)                               | 115 km   |
| Chitose (千歳川 Chitose-gawa)                                 | 108 km   |
| Saru (沙流川 Saru-gawa)                                       | 104 km   |
| Akan (阿寒川 Akan-gawa)                                       | 98 km    |
| Yūbetsu (湧別川 Yūbetsu-gawa)                                 | 87 km    |
| Shokotsu (渚滑川 Shokotsu-gawa)                               | 84 km    |
| Niikappu (新冠川 Niikappu-gawa)                               | 80 km    |
| Shiribeshi-Toshibetsu (後志利別川 Shiribeshi-Toshibetsu-gawa) | 80 km    |
| Shibetsu (標津川 Shibetsu-gawa)                               | 78 km    |
| Toyohira (豊平川 Toyohira-gawa)                               | 72,5 km  |
| Shizunai (静内川 Shizunai-gawa)                               | 69,9 km  |
| Rumoi (留萌川 Rumoi-gawa)                                     | 44 km    |
| Koetoi (声問川 Koetoi-gawa)                                   | 41,9 km  |
| Mitsuishi (三石川 Mitsuishi-gawa)                             | 31,6 km  |
| Makomanai (真駒内川 Makomanai-gawa)                           | 21 km    |
| Anano (穴の川 Ana-no-kawa)                                    | 9,4 km   |
| Zenibako (銭函川 Zenibako-kawa)                               |          |
| Bifue (美笛川 Bifue-gawa)                                     |          |
| Okotanpe (オコタンペ川 Okotanpe-gawa)                         |          |
| Ninaru (丹鳴川 Ninaru-gawa)                                   |          |
| Omakatsu (オマカツ川 Omakatsu-gawa)                           |          |

Lista de rios de primeira classe (１級河川) sob o controle da Secretaria de Desenvolvimento Regional de Hokkaidō (北海道開発局 Hokkaidōkaihatsukyoku):
- Rio Abashiri
- Rio Ishikari
- Rio Koetoi
- Rio Kushiro
- Rio Mu
- Rio Rumoi
- Rio Saru
- Rio Shibetsu
- Rio Shiribeshi-Toshibetsu
- Rio Shiribetsu
- Rio Shokotsu
- Rio Teshio
- Rio Tokachi
- Rio Tokoro
- Rio Yūbetsu

### Honshu

#### Tōhoku
Rios de primeira classe sob o controle da Secretaria de Desenvolvimento Regional de Tohoku (東北地方整備局 Tōhokuchihōseibikyoku):
- Rio Iwaki (岩木川) - Aomori
- Rio Takase 高瀬川 - Aomori
- Rio Mabechi (馬淵川) - Iwate, Aomori
- Rio Kitakami (北上川) - Iwate, Miyagi
- Rio Naruse (鳴瀬川) - Miyagi
- Rio Natori (名取川) - Miyagi
- Rio Abukuma (阿武隈川) - Miyagi, Fukushima
- Rio Yoneshiro (米代川) - Akita, Iwate
- Rio Omono (雄物川) - Akita
- Rio Koyoshi (子吉川) - Akita
- Rio Mogami (最上川) - Yamagata
- Rio Aka (赤川) - Yamagata

Rio de segunda classe:
- Rio Oirase (奥入瀬川) - Aomori, Akita

#### Kantō
Rios de primeira classe sob o controle da Secretaria de Desenvolvimento Regional de Kanto (東北地方整備局 Kantōchihōseibikyoku):
- Rio Kuji (久慈川) - Fukushima, Ibaraki
- Rio Naka (那珂川) - Tochigi, Ibaraki
- Rio Tone (利根川) -maior bacia hidrográfica e segundo mais longo rio do Japão; Gunma, Nagano, Tochigi, Saitama, Tóquio, Chiba, Ibaraki
  - Rio Edo (江戸川)
- Rio Arakawa (荒川　（関東）) - Saitama, Tóquio
  - Rio Sumida (隅田川)
  - Rio Kanda (神田川)
- Rio Tama (多摩川) - Yamanashi, Tóquio, Kanagawa
- Rio Tsurumi (鶴見川) - Tóquio, Kanagawa
- Rio Sagami (相模川) - Yamanashi, Kanagawa
- Rio Fuji 富士川 - Nagano, Yamanashi, Shizuoka

#### Hokuriku
Rios de primeira classe sob o controle da Secretaria de Desenvolvimento Regional de Hokuriku (北陸地方整備局 Hokurikuchihōseibikyoku):
- Rio Ara (荒川　（羽越）) - Yamagata, Niigata
- Rio Agano (阿賀野川) - Fukushima, Gunma, Niigata
- Rio Shinano (信濃川) - Maior do Japão; Nagano, Gunma, Niigata
- Rio Seki (関川) - Nagano, Niigata
- Rio Hime (姫川) - Nagano, Niigata
- Rio Kurobe (黒部川) - Toyama
- Rio Jōganji (常願寺川) - Toyama
- Rio Jinzū (神通川) - Gifu, Toyama
- Rio Shō (庄川) - Gifu, Toyama
- Rio Oyabe (小矢部川) - Ishikawa, Toyama
- Rio Tedori (手取川) - Ishikawa
- Rio Kakehashi (梯川) - Ishikawa

#### Chūbu
Rios que desaguam no Mar do Japão:
- Rio Agano (阿賀野川) - Niigata, Fukushima, Gunma
- Rio Shinano (信濃川) - Maior do Japão; Nagano, Gunma, Niigata
- Rio Seki (関川) - Nagano, Niigata
- Rio Hime (姫川) - Nagano, Niigata
- Rio Kurobe (黒部川) - Toyama
- Rio Jōganji (常願寺川) - Toyama
- Rio Jinzū (神通川) - Gifu, Toyama
- Rio Shō (庄川) - Gifu, Toyama
- Rio Oyabe (小矢部川) - Toyama, Ishikawa
- Rio Tedori (手取川) - Ishikawa
- Rio Kuzuryū (九頭竜川) - Gifu, Fukui

Rios que desaguam no Oceano Pacífico:
- Rio Fuji (富士川) - Nagano, Yamanashi, Shizuoka
- Rio Abe (安倍川) - Shizuoka
- Rio Ōi (大井川) - Shizuoka
- Rio Tenryū (天竜川) - Nagano, Aichi, Shizuoka
- Rio Toyo (豊川) - Aichi
- Rio Yahagi (矢作川) - Nagano, Gifu, Aichi
- Rio Shōnai (庄内川) - Gifu, Aichi
- Rio Kiso (木曽川) - Nagano, Gifu, Aichi, Mie
- Rio Nagara (長良川) - Gifu, Aichi, Mie
- Rio Ibi (揖斐川) - Gifu, Mie
- Rio Kushida (櫛田川) - Mie
- Rio Miya (宮川) - Mie

#### Kansai
Rios de primeira classe sob o controle da Secretaria de Desenvolvimento Regional de Kinki (近畿地方整備局 Kinkichihōseibikyoku)
- Rio Kuzuryu (九頭竜川) - Fukui
- Rio Kita (北川) - Shiga, Fukui
- Rio Yura (由良川) - Hyogo, Quioto
- Rio Yodo (淀川) (em algumas seções de seu percurso toma os nomes de Rio Seta (瀬田川) e Rio Uji (宇治川)) - Shiga, Osaka
  - Rio Yasu (野洲川) - Shiga
  - Rio Katsura (桂川) (em algumas seções de seu percurso toma os nomes de Hozu-gawa (保津川) e Ōi-gawa (大堰川)) - Quioto, Osaka
  - Rio Kamo (鴨川) - Quioto
  - Rio Kizu (木津川) - Quioto
  - Canal Dōtonbori (道頓堀) - Osaka
- Rio Yamato (大和川) - Nara, Osaka
- Rio Maruyama (円山川) - Hyogo
- Rio Kako (加古川) - Hyogo
- Rio Ibo (揖保川) - Hyogo
- Rio Kinokawa (紀の川) - Nara, Wakayama
- Rio Yamato (大和川) - Nara, Osaka
- Rio Kumano (熊野川) (em alguma seção de seu percurso toma o nome de Shingu-gawa (新宮川)) - Nara, Mie, Wakayama

Rio de segunda classe:
- Rio Muko (武庫川)

#### Chūgoku
- Rios de primeira classe sob o controle da Secretaria de Desenvolvimento Regional de Chugoku (中国地方整備局 Chūgokuchihōseibikyoku)
  - Rio Sendai (千代川) - Tottori
  - Rio Tenjin (天神川) - Tottori
  - Rio Hino (日野川) - Tottori
  - Rio Hii (斐伊川) - Shimane, Tottori
  - Rio Gōnokawa (江の川) - Hiroshima, Shimane
  - Rio Takatsu (高津川) - Shimane
  - Rio Yoshii (吉井川) - Okayama
  - Rio Asahi (旭川) - Okayama
  - Rio Takahashi (高梁川) - Hiroshima, Okayama
  - Rio Ashida (芦田川) - Okayama, Hiroshima
  - Rio Ōta (太田川) - Hiroshima
  - Rio Ose (小瀬川) - Hiroshima, Yamaguchi
  - Rio Saba (佐波川) - Yamaguchi, Shikoku
  - Rio Yoshino (吉野川) - Kōchi, Ehime, Tokushima, Kagawa
  - Rio Naka (那賀川) - Tokushima
  - Rio Doki (土器川) - Kagawa
  - Rio Shigenobu (重信川) - Ehime
  - Rio Hiji (肱川) - Ehime
  - Rio Monobe (物部川) - Kōchi
  - Rio Niyodo (仁淀川) - Ehime, Kōchi
  - Rio Shimanto (四万十川) - Ehime, Kōchi, Kyūshū
  - Rio Onga (遠賀川) - Fukuoka
  - Rio Yamakuni (山国川) - Ōita, Fukuoka
  - Rio Chikugo (筑後川) - Kumamoto, Ōita, Fukuoka, Saga
  - Rio Yabe (矢部川) - Fukuoka
  - Rio Matsūra (松浦川) - Saga
  - Rio Rokkaku (六角川) - Saga
  - Rio Kase (嘉瀬川) - Saga
  - Rio Honmyo (本明川) - Nagasaki
  - Rio Kikuchi (菊池川) - Kumamoto
  - Rio Shira (白川) - Kumamoto
  - Rio Midori (緑川) - Kumamoto
  - Rio Kuma (球磨川) - Kumamoto
  - Rio Ōita (大分川) - Ōita
  - Rio Ōno (大野川) - Kumamoto, Miyazaki, Ōita
  - Rio Banjo (番匠川) - Ōita
  - Rio Gokase (五ヶ瀬川) - Kumamoto, Ōita, Miyazaki
  - Rio Omaru (小丸川) - Miyazaki
  - Rio Ōyodo (大淀川) - Kagoshima, Kumamoto,Miyazaki
  - Rio Sendai (川内川) - Miyazaki, Kagoshima
  - Rio Kimotsuki (肝属川 ou 肝付川) - Kagoshima

### Shikoku
Rios de primeira classe sob o controle da Secretaria de Desenvolvimento Regional de Shikoku (四国地方整備局 Shikokuchihōseibikyoku)
- Rio Yoshino (吉野川) - Kōchi, Ehime, Tokushima, Kagawa
- Rio Naka (那賀川) - Tokushima
- Rio Doki (土器川) - Kagawa
- Rio Shigenobu (重信川) - Ehime
- Rio Hiji (肱川) - Ehime
- Rio Monobe ( 物部川) - Kōchi
- Rio Niyodo (仁淀川) - Ehime, Kōchi
- Rio Shimanto (四万十川) - Ehime, Kōchi

### Kyūshū
Rios de primeira classe sob o controle da Secretaria de Desenvolvimento Regional de Kyushu (九州地方整備局 Kyūshūchihōseibikyoku)
- Rio Onga (遠賀川) - Fukuoka
- Rio Yamakuni (山国川) - Ōita, Fukuoka
- Rio Chikugo (筑後川) - Kumamoto, Ōita, Fukuoka, Saga
- Rio Yabe (矢部川) - Fukuoka
- Rio Matsūra (松浦川) - Saga
- Rio Rokkaku (六角川) - Saga
- Rio Kase (嘉瀬川) - Saga
- Rio Honmyo (本明川) - Nagasaki
- Rio Kikuchi (菊池川) - Kumamoto
- Rio Shira (白川) - Kumamoto
- Rio Midori (緑川) - Kumamoto
- Rio Kuma (球磨川) - Kumamoto
- Rio Ōita (大分川) - Ōita
- Rio Ōno (大野川) - Kumamoto, Miyazaki, Ōita
- Rio Banjo (番匠川) - Ōita
- Rio Gokase (五ヶ瀬川) - Kumamoto, Ōita, Miyazaki
- Rio Omaru (小丸川) - Miyazaki
- Rio Ōyodo (大淀川) - Kagoshima, Kumamoto, Miyazaki
- Rio Sendai (川内川_ - Miyazaki,  Kagoshima
- Rio Kimotsuki (肝属川 ou 肝付川) -  KagoshimaReferências

1. ↑  河川概要 Arquivado em 12 de maio de  2009, no Wayback Machine. (em japonês). Ministério da Terra, Infraestrutura e Transporte e Secretaria de Desenvolvimento regional de Transporte e Turismo de Hokkaido. Acessado em 9 de janeiro de 2016.
2. ↑  Estatísticas de Hokkaidō 2006[ligação inativa] (em inglês) Governo de Hokkaido. 2006. Acessado em 7 de abril de 2009.

- 全国１０９の一級水系 (em japonês) Os 109 rios de primeira classe de todo o Japão; por Ministério da Terra, Infraestrutura e Transporte, Japão.
- 一級水系の河川整備基本方針策定状況（平成21年3月6日現在） (em japonês) Situação de desenvolvimento dos rios de bacias hidrográficas de primeira classe; por Secretaria de Desenvolvimento de Hokkaidō. 6 de março de 2009.